# Methylcyclohexaan
Methylcyclohexaan (MCH) is een organische verbinding met als brutoformule C7H14. Het is een zeer licht ontvlambare kleurloze vloeistof met een kenmerkende geur, die onoplosbaar is in water.
Methylcyclohexaan komt voor in aardolie, als een van de vele koolwaterstoffen.

## Synthese
Methylcyclohexaan wordt bereid door een dehydrocyclisatie van n-heptaan:

## Toepassingen
Methylcyclohexaan wordt gebruikt om tolueen te bereiden. De stof wordt hierbij gedehydrogeneerd:
In mindere mate wordt het ook als oplosmiddel gebruikt, bijvoorbeeld in een koelvinger. Het lage smeltpunt van methylcyclohexaan maakt het geschikt als koelvloeistof voor opstellingen in het laboratorium. Vergelijkbaar met het waterbad, dat vaak gebruikt wordt om juist een verhoogde temperatuur in een chemische opstelling of reactor te realiseren, is methylcyclohexaan bruikbaar om juist lagere temperaturen te realiseren. Een relatief grote hoeveelheid methylcyclohexaan wordt met behulp van een cryostaat tot de gewenste temperatuur afgekoeld. Vervolgens wordt via een leidingsysteem de afgekoelde vloeistof door de buitenmantel van de te koelen opstelling geleid. De vloeistof wordt typisch gebruikt in een koelvinger.

## Toxicologie en veiligheid
De stof reageert hevig met sterk oxiderende stoffen, waardoor brand- en ontploffingsgevaar ontstaat.
De stof is irriterend voor de ogen en de huid. Bij inslikking van de vloeistof kan longoedeem ontstaan. De stof kan effecten hebben op het centraal zenuwstelsel. Blootstelling kan het bewustzijn verminderen en leiden tot duizeligheid, slaperigheid en uiteindelijk bewusteloosheid.